# Tammuru
Tammuru – wieś w Estonii, w prowincji Parnawa, w gminie Paikuse.